# Volta a Polònia 2020
La Volta a Polònia 2020 va ser la 77a edició de la cursa ciclista Volta a Polònia. La cursa es disputà entre el 5 i el 9 d'agost de 2020, sobre un recorregut de 911,4 km, distribuïts en cinc etapes. La cursa formava part de l'UCI World Tour 2020.
El vencedor final fou el belga Remco Evenepoel (Deceuninck-Quick Step), que s'imposà clarament a Jakob Fuglsang (Astana) i Simon Yates (Mitchelton-Scott), segon i tercer respectivament. La cursa va estar marcada per la forta caiguda que patí el neerlandès Fabio Jakobsen en l'esprint final de la primera etapa per una acció antireglamentària de Dylan Groenewegen. La caiguda li provocà importants lesions i hagué de ser induït al coma.

## Equips
Vint-i-tres equips prenen part en aquesta edició: els 19 World Tour, que tenen l'obligació de participar-hi en ser una cursa de l'UCI World Tour, tres equips continentals professionals i un equip nacional polonès.
| WorldTeams (19)- AG2R La Mondiale - Trek-Segafredo - Cofidis - Mitchelton-Scott - Jumbo-Visma - Lotto Soudal - Bora-Hansgrohe - Astana - Bahrain McLaren - CCC Team - Deceuninck-Quick Step - EF Pro Cycling - Groupama-FDJ - Israel Start-Up Nation - Movistar Team - NTT Pro Cycling - Ineos - Team Sunweb - UAE Team Emirates ProTeams (3)- Team Novo Nordisk - Circus-Wanty Gobert - Gazprom-RusVelo Equip nacional- Polònia |
| |

## Etapes
| Etapa    | Data     | Ciutats d'etapa                           | type                    | Distància (km) | Vencedor de l'etapa        | Líder de la general        |
| -------- | -------- | ----------------------------------------- | ----------------------- | -------------- | -------------------------- | -------------------------- |
| 1a etapa | 5 de ago | Estadi de Silèsia – Katowice              | etapa plana             | 195,8          | Fabio Jakobsen             | Fabio Jakobsen             |
| 2a etapa | 6 de ago | Opole – Zabrze                            | etapa plana             | 151,5          | Mads Pedersen              | Mads Pedersen              |
| 3a etapa | 7 de ago | Wadowice – Bielsko-Biała                  | etapa de mitja muntanya | 203,1          | Richard Carapaz Montenegro | Richard Carapaz Montenegro |
| 4a etapa | 8 de ago | Bukowina Tatrzańska – Bukowina Tatrzańska | etapa de muntanya       | 173            | Remco Evenepoel            | Remco Evenepoel            |
| 5a etapa | 9 de ago | Zakopane – Cracòvia                       | etapa de mitja muntanya | 188            | Davide Ballerini           | Remco Evenepoel            |

### 1a etapa
| \| Classificació de l'etapa \| Classificació de l'etapa \| Classificació de l'etapa \| Classificació de l'etapa \| Classificació de l'etapa \| \| Corredor \| Corredor \| Equip \| Temps \| \| \| ------------------------ \| ------------------------ \| ------------------------ \| ------------------------ \| ------------------------ \| \| 1r \| Fabio Jakobsen \| Deceuninck-Quick Step \| 4h 31' 50" \| \| \| 2n \| Marc Sarreau \| Groupama-FDJ \| + 0" \| \| \| 3r \| Luka Mezgec \| Mitchelton-Scott \| + 0" \| \| \| 4t \| Jasper Philipsen \| UAE Team Emirates \| + 0" \| \| \| 5è \| Ryan Gibbons \| NTT Pro Cycling \| + 0" \| \| \| 6è \| Szymon Sajnok \| CCC Team \| + 0" \| \| \| 7è \| Damien Touzé \| Cofidis \| + 0" \| \| \| 8è \| Roger Kluge \| Lotto-Soudal \| + 0" \| \| \| 9è \| Moreno Hofland \| EF Pro Cycling \| + 0" \| \| \| 10è \| Edward Theuns \| Trek-Segafredo \| + 0" \| \| |                  |                       |            |
| |                  |                       |            |
| Font: ProCyclingStats |                  |                       |            |
| Classificació de l'etapa |                  |                       |            |
| Corredor | Corredor         | Equip                 | Temps      |
| 1r | Fabio Jakobsen   | Deceuninck-Quick Step | 4h 31' 50" |
| 2n | Marc Sarreau     | Groupama-FDJ          | + 0"       |
| 3r | Luka Mezgec      | Mitchelton-Scott      | + 0"       |
| 4t | Jasper Philipsen | UAE Team Emirates     | + 0"       |
| 5è | Ryan Gibbons     | NTT Pro Cycling       | + 0"       |
| 6è | Szymon Sajnok    | CCC Team              | + 0"       |
| 7è | Damien Touzé     | Cofidis               | + 0"       |
| 8è | Roger Kluge      | Lotto-Soudal          | + 0"       |
| 9è | Moreno Hofland   | EF Pro Cycling        | + 0"       |
| 10è | Edward Theuns    | Trek-Segafredo        | + 0"       |

| \| Classificació general \| Classificació general \| Classificació general \| Classificació general \| Classificació general \| \| Corredor \| Corredor \| Equip \| Temps \| \| \| --------------------- \| --------------------- \| --------------------- \| --------------------- \| --------------------- \| \| 1r \| Fabio Jakobsen \| Deceuninck-Quick Step \| 4h 31' 40" \| \| \| 2n \| Marc Sarreau \| Groupama-FDJ \| + 4" \| \| \| 3r \| Kamil Małecki \| CCC Team \| + 4" \| \| \| 4t \| Luka Mezgec \| Mitchelton-Scott \| + 6" \| \| \| 5è \| Jasper Philipsen \| UAE Team Emirates \| + 10" \| \| \| 6è \| Ryan Gibbons \| NTT Pro Cycling \| + 10" \| \| \| 7è \| Szymon Sajnok \| CCC Team \| + 10" \| \| \| 8è \| Damien Touzé \| Cofidis \| + 10" \| \| \| 9è \| Roger Kluge \| Lotto-Soudal \| + 10" \| \| \| 10è \| Moreno Hofland \| EF Pro Cycling \| + 10" \| \| |                  |                       |            |
| |                  |                       |            |
| Font: ProCyclingStats |                  |                       |            |
| Classificació general |                  |                       |            |
| Corredor | Corredor         | Equip                 | Temps      |
| 1r | Fabio Jakobsen   | Deceuninck-Quick Step | 4h 31' 40" |
| 2n | Marc Sarreau     | Groupama-FDJ          | + 4"       |
| 3r | Kamil Małecki    | CCC Team              | + 4"       |
| 4t | Luka Mezgec      | Mitchelton-Scott      | + 6"       |
| 5è | Jasper Philipsen | UAE Team Emirates     | + 10"      |
| 6è | Ryan Gibbons     | NTT Pro Cycling       | + 10"      |
| 7è | Szymon Sajnok    | CCC Team              | + 10"      |
| 8è | Damien Touzé     | Cofidis               | + 10"      |
| 9è | Roger Kluge      | Lotto-Soudal          | + 10"      |
| 10è | Moreno Hofland   | EF Pro Cycling        | + 10"      |

### 2a etapa
| \| Classificació de l'etapa \| Classificació de l'etapa \| Classificació de l'etapa \| Classificació de l'etapa \| Classificació de l'etapa \| \| Corredor \| Corredor \| Equip \| Temps \| \| \| ------------------------ \| ------------------------ \| ------------------------ \| ------------------------ \| ------------------------ \| \| 1r \| Mads Pedersen \| Trek-Segafredo \| 3h 26' 02" \| \| \| 2n \| Pascal Ackermann \| Bora-Hansgrohe \| + 0" \| \| \| 3r \| Davide Ballerini \| Deceuninck-Quick Step \| + 0" \| \| \| 4t \| Rudy Barbier \| Israel Start-Up Nation \| + 0" \| \| \| 5è \| Alberto Dainese \| Team Sunweb \| + 0" \| \| \| 6è \| Albert Torres Barceló \| Movistar Team \| + 0" \| \| \| 7è \| Szymon Sajnok \| CCC Team \| + 0" \| \| \| 8è \| Jasper Philipsen \| UAE Team Emirates \| + 0" \| \| \| 9è \| Piet Allegaert \| Cofidis \| + 0" \| \| \| 10è \| Jürgen Roelandts \| Movistar Team \| + 0" \| \| |                       |                        |            |
| |                       |                        |            |
| Font: ProCyclingStats |                       |                        |            |
| Classificació de l'etapa |                       |                        |            |
| Corredor | Corredor              | Equip                  | Temps      |
| 1r | Mads Pedersen         | Trek-Segafredo         | 3h 26' 02" |
| 2n | Pascal Ackermann      | Bora-Hansgrohe         | + 0"       |
| 3r | Davide Ballerini      | Deceuninck-Quick Step  | + 0"       |
| 4t | Rudy Barbier          | Israel Start-Up Nation | + 0"       |
| 5è | Alberto Dainese       | Team Sunweb            | + 0"       |
| 6è | Albert Torres Barceló | Movistar Team          | + 0"       |
| 7è | Szymon Sajnok         | CCC Team               | + 0"       |
| 8è | Jasper Philipsen      | UAE Team Emirates      | + 0"       |
| 9è | Piet Allegaert        | Cofidis                | + 0"       |
| 10è | Jürgen Roelandts      | Movistar Team          | + 0"       |

| \| Classificació general \| Classificació general \| Classificació general \| Classificació general \| Classificació general \| \| Corredor \| Corredor \| Equip \| Temps \| \| \| --------------------- \| --------------------- \| --------------------- \| --------------------- \| --------------------- \| \| 1r \| Mads Pedersen \| Trek-Segafredo \| 7h 57' 42" \| \| \| 2n \| Pascal Ackermann \| Bora-Hansgrohe \| + 4" \| \| \| 3r \| Kamil Małecki \| CCC Team \| + 4" \| \| \| 4t \| Luka Mezgec \| Mitchelton-Scott \| + 6" \| \| \| 5è \| Davide Ballerini \| Deceuninck-Quick Step \| + 6" \| \| \| 6è \| Wout Poels \| Bahrain McLaren \| + 9" \| \| \| 7è \| Jasper Philipsen \| UAE Team Emirates \| + 10" \| \| \| 8è \| Szymon Sajnok \| CCC Team \| + 10" \| \| \| 9è \| Alberto Dainese \| Team Sunweb \| + 10" \| \| \| 10è \| Mark Cavendish \| Bahrain McLaren \| + 10" \| \| |                  |                       |            |
| |                  |                       |            |
| Font: ProCyclingStats |                  |                       |            |
| Classificació general |                  |                       |            |
| Corredor | Corredor         | Equip                 | Temps      |
| 1r | Mads Pedersen    | Trek-Segafredo        | 7h 57' 42" |
| 2n | Pascal Ackermann | Bora-Hansgrohe        | + 4"       |
| 3r | Kamil Małecki    | CCC Team              | + 4"       |
| 4t | Luka Mezgec      | Mitchelton-Scott      | + 6"       |
| 5è | Davide Ballerini | Deceuninck-Quick Step | + 6"       |
| 6è | Wout Poels       | Bahrain McLaren       | + 9"       |
| 7è | Jasper Philipsen | UAE Team Emirates     | + 10"      |
| 8è | Szymon Sajnok    | CCC Team              | + 10"      |
| 9è | Alberto Dainese  | Team Sunweb           | + 10"      |
| 10è | Mark Cavendish   | Bahrain McLaren       | + 10"      |

### 3a etapa
| \| Classificació de l'etapa \| Classificació de l'etapa \| Classificació de l'etapa \| Classificació de l'etapa \| Classificació de l'etapa \| \| Corredor \| Corredor \| Equip \| Temps \| \| \| ------------------------ \| -------------------------- \| ------------------------ \| ------------------------ \| ------------------------ \| \| 1r \| Richard Carapaz Montenegro \| Team Ineos \| 5h 04' 54" \| \| \| 2n \| Diego Ulissi \| UAE Team Emirates \| + 0" \| \| \| 3r \| Rudy Molard \| Groupama-FDJ \| + 0" \| \| \| 4t \| Jakob Fuglsang \| Astana \| + 0" \| \| \| 5è \| Wilco Kelderman \| Team Sunweb \| + 0" \| \| \| 6è \| Luka Mezgec \| Mitchelton-Scott \| + 0" \| \| \| 7è \| Jasper Stuyven \| Trek-Segafredo \| + 0" \| \| \| 8è \| Ryan Gibbons \| NTT Pro Cycling \| + 0" \| \| \| 9è \| Tim Wellens \| Lotto-Soudal \| + 0" \| \| \| 10è \| Rafał Majka \| Bora-Hansgrohe \| + 0" \| \| |                            |                   |            |
| |                            |                   |            |
| Font: ProCyclingStats |                            |                   |            |
| Classificació de l'etapa |                            |                   |            |
| Corredor | Corredor                   | Equip             | Temps      |
| 1r | Richard Carapaz Montenegro | Team Ineos        | 5h 04' 54" |
| 2n | Diego Ulissi               | UAE Team Emirates | + 0"       |
| 3r | Rudy Molard                | Groupama-FDJ      | + 0"       |
| 4t | Jakob Fuglsang             | Astana            | + 0"       |
| 5è | Wilco Kelderman            | Team Sunweb       | + 0"       |
| 6è | Luka Mezgec                | Mitchelton-Scott  | + 0"       |
| 7è | Jasper Stuyven             | Trek-Segafredo    | + 0"       |
| 8è | Ryan Gibbons               | NTT Pro Cycling   | + 0"       |
| 9è | Tim Wellens                | Lotto-Soudal      | + 0"       |
| 10è | Rafał Majka                | Bora-Hansgrohe    | + 0"       |

| \| Classificació general \| Classificació general \| Classificació general \| Classificació general \| Classificació general \| \| Corredor \| Corredor \| Equip \| Temps \| \| \| --------------------- \| -------------------------- \| --------------------- \| --------------------- \| --------------------- \| \| 1r \| Richard Carapaz Montenegro \| Team Ineos \| 13h 02' 36" \| \| \| 2n \| Diego Ulissi \| UAE Team Emirates \| + 4" \| \| \| 3r \| Kamil Małecki \| CCC Team \| + 4" \| \| \| 4t \| Luka Mezgec \| Mitchelton-Scott \| + 6" \| \| \| 5è \| Rudy Molard \| Groupama-FDJ \| + 6" \| \| \| 6è \| Ryan Gibbons \| NTT Pro Cycling \| + 10" \| \| \| 7è \| Rui Alberto Faria da Costa \| UAE Team Emirates \| + 10" \| \| \| 8è \| Rafał Majka \| Bora-Hansgrohe \| + 10" \| \| \| 9è \| Neilson Powless \| EF Pro Cycling \| + 10" \| \| \| 10è \| Edward Dunbar \| Team Ineos \| + 10" \| \| |                            |                   |             |
| |                            |                   |             |
| Font: ProCyclingStats |                            |                   |             |
| Classificació general |                            |                   |             |
| Corredor | Corredor                   | Equip             | Temps       |
| 1r | Richard Carapaz Montenegro | Team Ineos        | 13h 02' 36" |
| 2n | Diego Ulissi               | UAE Team Emirates | + 4"        |
| 3r | Kamil Małecki              | CCC Team          | + 4"        |
| 4t | Luka Mezgec                | Mitchelton-Scott  | + 6"        |
| 5è | Rudy Molard                | Groupama-FDJ      | + 6"        |
| 6è | Ryan Gibbons               | NTT Pro Cycling   | + 10"       |
| 7è | Rui Alberto Faria da Costa | UAE Team Emirates | + 10"       |
| 8è | Rafał Majka                | Bora-Hansgrohe    | + 10"       |
| 9è | Neilson Powless            | EF Pro Cycling    | + 10"       |
| 10è | Edward Dunbar              | Team Ineos        | + 10"       |

### 4a etapa
| \| Classificació de l'etapa \| Classificació de l'etapa \| Classificació de l'etapa \| Classificació de l'etapa \| Classificació de l'etapa \| \| Corredor \| Corredor \| Equip \| Temps \| \| \| ------------------------ \| ------------------------ \| ------------------------ \| ------------------------ \| ------------------------ \| \| 1r \| Remco Evenepoel \| Deceuninck-Quick Step \| 3h 55' 52" \| \| \| 2n \| Jakob Fuglsang \| Astana \| + 1' 48" \| \| \| 3r \| Simon Yates \| Mitchelton-Scott \| + 2' 22" \| \| \| 4t \| Rafał Majka \| Bora-Hansgrohe \| + 2' 22" \| \| \| 5è \| Diego Ulissi \| UAE Team Emirates \| + 3' 05" \| \| \| 6è \| Wilco Kelderman \| Team Sunweb \| + 3' 05" \| \| \| 7è \| Kamil Małecki \| CCC Team \| + 3' 08" \| \| \| 8è \| Mikel Nieve Iturralde \| Mitchelton-Scott \| + 3' 08" \| \| \| 9è \| Jonas Vingegaard \| Jumbo-Visma \| + 3' 08" \| \| \| 10è \| Maximilian Schachmann \| Bora-Hansgrohe \| + 3' 09" \| \| |                       |                       |            |
| |                       |                       |            |
| Font: ProCyclingStats |                       |                       |            |
| Classificació de l'etapa |                       |                       |            |
| Corredor | Corredor              | Equip                 | Temps      |
| 1r | Remco Evenepoel       | Deceuninck-Quick Step | 3h 55' 52" |
| 2n | Jakob Fuglsang        | Astana                | + 1' 48"   |
| 3r | Simon Yates           | Mitchelton-Scott      | + 2' 22"   |
| 4t | Rafał Majka           | Bora-Hansgrohe        | + 2' 22"   |
| 5è | Diego Ulissi          | UAE Team Emirates     | + 3' 05"   |
| 6è | Wilco Kelderman       | Team Sunweb           | + 3' 05"   |
| 7è | Kamil Małecki         | CCC Team              | + 3' 08"   |
| 8è | Mikel Nieve Iturralde | Mitchelton-Scott      | + 3' 08"   |
| 9è | Jonas Vingegaard      | Jumbo-Visma           | + 3' 08"   |
| 10è | Maximilian Schachmann | Bora-Hansgrohe        | + 3' 09"   |

| \| Classificació general \| Classificació general \| Classificació general \| Classificació general \| Classificació general \| \| Corredor \| Corredor \| Equip \| Temps \| \| \| --------------------- \| -------------------------- \| --------------------- \| --------------------- \| --------------------- \| \| 1r \| Remco Evenepoel \| Deceuninck-Quick Step \| 16h 58' 28" \| \| \| 2n \| Jakob Fuglsang \| Astana \| + 1' 52" \| \| \| 3r \| Simon Yates \| Mitchelton-Scott \| + 2' 28" \| \| \| 4t \| Rafał Majka \| Bora-Hansgrohe \| + 2' 32" \| \| \| 5è \| Diego Ulissi \| UAE Team Emirates \| + 3' 09" \| \| \| 6è \| Kamil Małecki \| CCC Team \| + 3' 12" \| \| \| 7è \| Wilco Kelderman \| Team Sunweb \| + 3' 15" \| \| \| 8è \| Jonas Vingegaard \| Jumbo-Visma \| + 3' 18" \| \| \| 9è \| Mikel Nieve Iturralde \| Mitchelton-Scott \| + 3' 18" \| \| \| 10è \| Rui Alberto Faria da Costa \| UAE Team Emirates \| + 3' 19" \| \| |                            |                       |             |
| |                            |                       |             |
| Font: ProCyclingStats |                            |                       |             |
| Classificació general |                            |                       |             |
| Corredor | Corredor                   | Equip                 | Temps       |
| 1r | Remco Evenepoel            | Deceuninck-Quick Step | 16h 58' 28" |
| 2n | Jakob Fuglsang             | Astana                | + 1' 52"    |
| 3r | Simon Yates                | Mitchelton-Scott      | + 2' 28"    |
| 4t | Rafał Majka                | Bora-Hansgrohe        | + 2' 32"    |
| 5è | Diego Ulissi               | UAE Team Emirates     | + 3' 09"    |
| 6è | Kamil Małecki              | CCC Team              | + 3' 12"    |
| 7è | Wilco Kelderman            | Team Sunweb           | + 3' 15"    |
| 8è | Jonas Vingegaard           | Jumbo-Visma           | + 3' 18"    |
| 9è | Mikel Nieve Iturralde      | Mitchelton-Scott      | + 3' 18"    |
| 10è | Rui Alberto Faria da Costa | UAE Team Emirates     | + 3' 19"    |

### 5a etapa
| \| Classificació de l'etapa \| Classificació de l'etapa \| Classificació de l'etapa \| Classificació de l'etapa \| Classificació de l'etapa \| \| Corredor \| Corredor \| Equip \| Temps \| \| \| ------------------------ \| -------------------------- \| ------------------------ \| ------------------------ \| ------------------------ \| \| 1r \| Davide Ballerini \| Deceuninck-Quick Step \| 4h 31' 22" \| \| \| 2n \| Pascal Ackermann \| Bora-Hansgrohe \| + 0" \| \| \| 3r \| Alberto Dainese \| Team Sunweb \| + 0" \| \| \| 4t \| Ryan Gibbons \| NTT Pro Cycling \| + 0" \| \| \| 5è \| Jasper Philipsen \| UAE Team Emirates \| + 0" \| \| \| 6è \| Rudy Barbier \| Israel Start-Up Nation \| + 0" \| \| \| 7è \| Sebastián Molano Benavides \| UAE Team Emirates \| + 0" \| \| \| 8è \| Phil Bauhaus \| Bahrain McLaren \| + 0" \| \| \| 9è \| Szymon Sajnok \| CCC Team \| + 0" \| \| \| 10è \| Albert Torres Barceló \| Movistar Team \| + 0" \| \| |                            |                        |            |
| |                            |                        |            |
| Font: ProCyclingStats |                            |                        |            |
| Classificació de l'etapa |                            |                        |            |
| Corredor | Corredor                   | Equip                  | Temps      |
| 1r | Davide Ballerini           | Deceuninck-Quick Step  | 4h 31' 22" |
| 2n | Pascal Ackermann           | Bora-Hansgrohe         | + 0"       |
| 3r | Alberto Dainese            | Team Sunweb            | + 0"       |
| 4t | Ryan Gibbons               | NTT Pro Cycling        | + 0"       |
| 5è | Jasper Philipsen           | UAE Team Emirates      | + 0"       |
| 6è | Rudy Barbier               | Israel Start-Up Nation | + 0"       |
| 7è | Sebastián Molano Benavides | UAE Team Emirates      | + 0"       |
| 8è | Phil Bauhaus               | Bahrain McLaren        | + 0"       |
| 9è | Szymon Sajnok              | CCC Team               | + 0"       |
| 10è | Albert Torres Barceló      | Movistar Team          | + 0"       |

## Classificacions finals

### Classificació general
| \| Classificació general \| Classificació general \| Classificació general \| Classificació general \| Classificació general \| \| Corredor \| Corredor \| Equip \| Temps \| \| \| --------------------- \| -------------------------- \| --------------------- \| --------------------- \| --------------------- \| \| 1r \| Remco Evenepoel \| Deceuninck-Quick Step \| 21h 29' 50" \| \| \| 2n \| Jakob Fuglsang \| Astana \| + 1' 52" \| \| \| 3r \| Simon Yates \| Mitchelton-Scott \| + 2' 28" \| \| \| 4t \| Rafał Majka \| Bora-Hansgrohe \| + 2' 32" \| \| \| 5è \| Diego Ulissi \| UAE Team Emirates \| + 3' 09" \| \| \| 6è \| Kamil Małecki \| CCC Team \| + 3' 12" \| \| \| 7è \| Wilco Kelderman \| Team Sunweb \| + 3' 15" \| \| \| 8è \| Jonas Vingegaard \| Jumbo-Visma \| + 3' 18" \| \| \| 9è \| Mikel Nieve Iturralde \| Mitchelton-Scott \| + 3' 18" \| \| \| 10è \| Rui Alberto Faria da Costa \| UAE Team Emirates \| + 3' 19" \| \| |                            |                       |             |
| |                            |                       |             |
| Font: ProCyclingStats |                            |                       |             |
| Classificació general |                            |                       |             |
| Corredor | Corredor                   | Equip                 | Temps       |
| 1r | Remco Evenepoel            | Deceuninck-Quick Step | 21h 29' 50" |
| 2n | Jakob Fuglsang             | Astana                | + 1' 52"    |
| 3r | Simon Yates                | Mitchelton-Scott      | + 2' 28"    |
| 4t | Rafał Majka                | Bora-Hansgrohe        | + 2' 32"    |
| 5è | Diego Ulissi               | UAE Team Emirates     | + 3' 09"    |
| 6è | Kamil Małecki              | CCC Team              | + 3' 12"    |
| 7è | Wilco Kelderman            | Team Sunweb           | + 3' 15"    |
| 8è | Jonas Vingegaard           | Jumbo-Visma           | + 3' 18"    |
| 9è | Mikel Nieve Iturralde      | Mitchelton-Scott      | + 3' 18"    |
| 10è | Rui Alberto Faria da Costa | UAE Team Emirates     | + 3' 19"    |

### Classificacions secundàries
| Classificació dels esprints | Classificació dels esprints | Classificació dels esprints | Classificació dels esprints | Classificació dels esprints |
| Corredor                    | Corredor                    | Equip                       | Punts                       |                             |
| --------------------------- | --------------------------- | --------------------------- | --------------------------- | --------------------------- |
| 1r                          | Luka Mezgec                 | Mitchelton-Scott            | 48 pts                      |                             |
| 2n                          | Jasper Philipsen            | UAE Team Emirates           | 46 pts                      |                             |
| 3r                          | Ryan Gibbons                | NTT Pro Cycling             | 46 pts                      |                             |
| 4t                          | Diego Ulissi                | UAE Team Emirates           | 45 pts                      |                             |
| 5è                          | Pascal Ackermann            | Bora-Hansgrohe              | 44 pts                      |                             |
| 6è                          | Szymon Sajnok               | CCC Team                    | 41 pts                      |                             |
| 7è                          | Davide Ballerini            | Deceuninck-Quick Step       | 38 pts                      |                             |
| 8è                          | Alberto Dainese             | Team Sunweb                 | 37 pts                      |                             |
| 9è                          | Jakob Fuglsang              | Astana                      | 36 pts                      |                             |
| 10è                         | Rudy Barbier                | Israel Start-Up Nation      | 32 pts                      |                             |

| Classificació dels esprints | Classificació dels esprints | Classificació dels esprints | Classificació dels esprints | Classificació dels esprints |
| Corredor                    | Corredor                    | Equip                       | Punts                       |                             |
| --------------------------- | --------------------------- | --------------------------- | --------------------------- | --------------------------- |
| 1r                          | Luka Mezgec                 | Mitchelton-Scott            | 48 pts                      |                             |
| 2n                          | Jasper Philipsen            | UAE Team Emirates           | 46 pts                      |                             |
| 3r                          | Ryan Gibbons                | NTT Pro Cycling             | 46 pts                      |                             |
| 4t                          | Diego Ulissi                | UAE Team Emirates           | 45 pts                      |                             |
| 5è                          | Pascal Ackermann            | Bora-Hansgrohe              | 44 pts                      |                             |
| 6è                          | Szymon Sajnok               | CCC Team                    | 41 pts                      |                             |
| 7è                          | Davide Ballerini            | Deceuninck-Quick Step       | 38 pts                      |                             |
| 8è                          | Alberto Dainese             | Team Sunweb                 | 37 pts                      |                             |
| 9è                          | Jakob Fuglsang              | Astana                      | 36 pts                      |                             |
| 10è                         | Rudy Barbier                | Israel Start-Up Nation      | 32 pts                      |                             |

| Classificació de la muntanya | Classificació de la muntanya | Classificació de la muntanya | Classificació de la muntanya | Classificació de la muntanya |
| Corredor                     | Corredor                     | Equip                        | Punts                        |                              |
| ---------------------------- | ---------------------------- | ---------------------------- | ---------------------------- | ---------------------------- |
| 1r                           | Patryk Stosz                 | Polònia                      | 64 pts                       |                              |
| 2n                           | Kamil Gradek                 | CCC Team                     | 42 pts                       |                              |
| 3r                           | Nathan Haas                  | Cofidis                      | 36 pts                       |                              |
| 4t                           | Remco Evenepoel              | Deceuninck-Quick Step        | 35 pts                       |                              |
| 5è                           | Taco van der Hoorn           | Jumbo-Visma                  | 28 pts                       |                              |
| 6è                           | Chris Harper                 | Jumbo-Visma                  | 22 pts                       |                              |
| 7è                           | James Whelan                 | EF Pro Cycling               | 22 pts                       |                              |
| 8è                           | Kamil Małecki                | CCC Team                     | 19 pts                       |                              |
| 9è                           | Jakob Fuglsang               | Astana                       | 17 pts                       |                              |
| 10è                          | Przemysław Kasperkiewicz     | Polònia                      | 15 pts                       |                              |

| Classificació de la muntanya | Classificació de la muntanya | Classificació de la muntanya | Classificació de la muntanya | Classificació de la muntanya |
| Corredor                     | Corredor                     | Equip                        | Punts                        |                              |
| ---------------------------- | ---------------------------- | ---------------------------- | ---------------------------- | ---------------------------- |
| 1r                           | Patryk Stosz                 | Polònia                      | 64 pts                       |                              |
| 2n                           | Kamil Gradek                 | CCC Team                     | 42 pts                       |                              |
| 3r                           | Nathan Haas                  | Cofidis                      | 36 pts                       |                              |
| 4t                           | Remco Evenepoel              | Deceuninck-Quick Step        | 35 pts                       |                              |
| 5è                           | Taco van der Hoorn           | Jumbo-Visma                  | 28 pts                       |                              |
| 6è                           | Chris Harper                 | Jumbo-Visma                  | 22 pts                       |                              |
| 7è                           | James Whelan                 | EF Pro Cycling               | 22 pts                       |                              |
| 8è                           | Kamil Małecki                | CCC Team                     | 19 pts                       |                              |
| 9è                           | Jakob Fuglsang               | Astana                       | 17 pts                       |                              |
| 10è                          | Przemysław Kasperkiewicz     | Polònia                      | 15 pts                       |                              |

| Classificació de la combativitat | Classificació de la combativitat | Classificació de la combativitat | Classificació de la combativitat | Classificació de la combativitat |
| Corredor                         | Corredor                         | Equip                            | Punts                            |                                  |
| -------------------------------- | -------------------------------- | -------------------------------- | -------------------------------- | -------------------------------- |
| 1r                               | Maciej Paterski                  | Polònia                          | 15 pts                           |                                  |
| 2n                               | Kamil Małecki                    | CCC Team                         | 6 pts                            |                                  |
| 3r                               | Taco van der Hoorn               | Jumbo-Visma                      | 4 pts                            |                                  |
| 4t                               | Kamil Gradek                     | CCC Team                         | 4 pts                            |                                  |
| 5è                               | Patryk Stosz                     | Polònia                          | 4 pts                            |                                  |
| 6è                               | Geoffrey Bouchard                | AG2R La Mondiale                 | 3 pts                            |                                  |
| 7è                               | Hugo Houle                       | Astana                           | 2 pts                            |                                  |
| 8è                               | James Whelan                     | EF Pro Cycling                   | 1 pt                             |                                  |
| 9è                               | Wout Poels                       | Bahrain McLaren                  | 1 pt                             |                                  |
| 10è                              | Nils Eekhoff                     | Team Sunweb                      | 1 pt                             |                                  |

| Classificació de la combativitat | Classificació de la combativitat | Classificació de la combativitat | Classificació de la combativitat | Classificació de la combativitat |
| Corredor                         | Corredor                         | Equip                            | Punts                            |                                  |
| -------------------------------- | -------------------------------- | -------------------------------- | -------------------------------- | -------------------------------- |
| 1r                               | Maciej Paterski                  | Polònia                          | 15 pts                           |                                  |
| 2n                               | Kamil Małecki                    | CCC Team                         | 6 pts                            |                                  |
| 3r                               | Taco van der Hoorn               | Jumbo-Visma                      | 4 pts                            |                                  |
| 4t                               | Kamil Gradek                     | CCC Team                         | 4 pts                            |                                  |
| 5è                               | Patryk Stosz                     | Polònia                          | 4 pts                            |                                  |
| 6è                               | Geoffrey Bouchard                | AG2R La Mondiale                 | 3 pts                            |                                  |
| 7è                               | Hugo Houle                       | Astana                           | 2 pts                            |                                  |
| 8è                               | James Whelan                     | EF Pro Cycling                   | 1 pt                             |                                  |
| 9è                               | Wout Poels                       | Bahrain McLaren                  | 1 pt                             |                                  |
| 10è                              | Nils Eekhoff                     | Team Sunweb                      | 1 pt                             |                                  |

| Classificació per equips | Classificació per equips | Classificació per equips | Classificació per equips |
| Equip                    | Equip                    | Temps                    |                          |
| ------------------------ | ------------------------ | ------------------------ | ------------------------ |
| 1r                       | Mitchelton-Scott         | 64h 38' 39"              |                          |
| 2n                       | Bora-Hansgrohe           | + 1"                     |                          |
| 3r                       | Team Sunweb              | + 1' 40"                 |                          |
| 4t                       | Astana                   | + 8' 01"                 |                          |
| 5è                       | CCC Team                 | + 11' 26"                |                          |
| 6è                       | UAE Team Emirates        | + 13' 49"                |                          |
| 7è                       | Jumbo-Visma              | + 14' 26"                |                          |
| 8è                       | Groupama-FDJ             | + 14' 53"                |                          |
| 9è                       | Ineos                    | + 15' 07"                |                          |
| 10è                      | Cofidis                  | + 16' 17"                |                          |

| Classificació per equips | Classificació per equips | Classificació per equips | Classificació per equips |
| Equip                    | Equip                    | Temps                    |                          |
| ------------------------ | ------------------------ | ------------------------ | ------------------------ |
| 1r                       | Mitchelton-Scott         | 64h 38' 39"              |                          |
| 2n                       | Bora-Hansgrohe           | + 1"                     |                          |
| 3r                       | Team Sunweb              | + 1' 40"                 |                          |
| 4t                       | Astana                   | + 8' 01"                 |                          |
| 5è                       | CCC Team                 | + 11' 26"                |                          |
| 6è                       | UAE Team Emirates        | + 13' 49"                |                          |
| 7è                       | Jumbo-Visma              | + 14' 26"                |                          |
| 8è                       | Groupama-FDJ             | + 14' 53"                |                          |
| 9è                       | Ineos                    | + 15' 07"                |                          |
| 10è                      | Cofidis                  | + 16' 17"                |                          |

## Evolució de les classificacions
| Etapa                  | Vencedor               | Classificació general Żółta koszulka Skandia | Classificació per punts Klasyfikacja sprinterska Hyundai | Classificació de la muntanya Klasyfikacja górska Tauron | Classificació de les metes volants Klasyfikacja najaktywniejszych | Millor polonès Najlepszy Polak | Classificació per equips Klasyfikacja drużynowa |
| ---------------------- | ---------------------- | -------------------------------------------- | -------------------------------------------------------- | ------------------------------------------------------- | ----------------------------------------------------------------- | ------------------------------ | ----------------------------------------------- |
| 1                      | Fabio Jakobsen         | Fabio Jakobsen                               | Fabio Jakobsen                                           | Kamil Małecki                                           | Maciej Paterski                                                   | Kamil Małecki                  | UAE Emirates                                    |
| 2                      | Mads Pedersen          | Mads Pedersen                                | Jasper Philipsen                                         | Julius van den Berg                                     | Maciej Paterski                                                   | Kamil Małecki                  | UAE Emirates                                    |
| 3                      | Richard Carapaz        | Richard Carapaz                              | Luka Mezgec                                              | Kamil Gradek                                            | Maciej Paterski                                                   | Kamil Małecki                  | Bora-Hansgrohe                                  |
| 4                      | Remco Evenepoel        | Remco Evenepoel                              | Diego Ulissi                                             | Patryk Stosz                                            | Maciej Paterski                                                   | Rafal Majka                    | Michelton-Scott                                 |
| 5                      | Davide Ballerini       | Remco Evenepoel                              | Luka Mezgec                                              | Patryk Stosz                                            | Maciej Paterski                                                   | Rafal Majka                    | Michelton-Scott                                 |
| Classificacions finals | Classificacions finals | Remco Evenepoel                              | Luka Mezgec                                              | Patryk Stosz                                            | Maciej Paterski                                                   | Rafal Majka                    | Michelton-Scott                                 |

## Llista de participants
| Team Ineos INS | Team Ineos INS                   | Team Ineos INS |
| -------------- | -------------------------------- | -------------- |
| Núm            | Ciclista                         | Pos            |
| 1              | Richard Carapaz Montenegro (ECU) | NP-5           |
| 2              | Rohan Dennis (AUS)               | 78è            |
| 3              | Owain Doull (GBR)                | 47è            |
| 4              | Edward Dunbar (IRL)              | 26è            |
| 5              | Michał Gołaś (POL)               | 76è            |
| 6              | Luke Rowe (GBR)                  | 63è            |
| 7              | Ian Stannard (GBR)               | DNF-4          |

| AG2R La Mondiale ALM | AG2R La Mondiale ALM    | AG2R La Mondiale ALM |
| -------------------- | ----------------------- | -------------------- |
| Núm                  | Ciclista                | Pos                  |
| 11                   | Geoffrey Bouchard (FRA) | 36è                  |
| 12                   | Axel Domont (FRA)       | 69è                  |
| 13                   | Ben Gastauer (LUX)      | 38è                  |
| 14                   | Dorian Godon (FRA)      | 73è                  |
| 15                   | Alexis Gougeard (FRA)   | 66è                  |
| 16                   | Quentin Jauregui (FRA)  | DNF-3                |
| 17                   | Harry Tanfield (GBR)    | 134è                 |

| Astana AST | Astana AST                  | Astana AST |
| ---------- | --------------------------- | ---------- |
| Núm        | Ciclista                    | Pos        |
| 21         | Laurens De Vreese (BEL)     | 121è       |
| 22         | Jakob Fuglsang (DEN)        | 2n         |
| 23         | Jonas Gregaard Wilsly (DEN) | 79è        |
| 24         | Ievgueni Guiditx (KAZ)      | 107è       |
| 25         | Hugo Houle (CAN)            | 24è        |
| 26         | Ion Izagirre Insausti (ESP) | 20è        |
| 27         | Yuriy Natarov (KAZ)         | 39è        |

| Bahrain McLaren TBM | Bahrain McLaren TBM     | Bahrain McLaren TBM |
| ------------------- | ----------------------- | ------------------- |
| Núm                 | Ciclista                | Pos                 |
| 31                  | Phil Bauhaus (GER)      | 137è                |
| 32                  | Mark Cavendish (GBR)    | 137è                |
| 33                  | Heinrich Haussler (AUS) | 89è                 |
| 34                  | Mark Padun (UKR)        | 61è                 |
| 35                  | Wout Poels (NED)        | 35è                 |
| 36                  | Marcel Sieberg (GER)    | 120è                |
| 37                  | Fred Wright (GBR)       | 94è                 |

| Bora-Hansgrohe BOH | Bora-Hansgrohe BOH                 | Bora-Hansgrohe BOH |
| ------------------ | ---------------------------------- | ------------------ |
| Núm                | Ciclista                           | Pos                |
| 41                 | Pascal Ackermann (GER)             | 104è               |
| 42                 | Maciej Bodnar (POL)                | 117è               |
| 43                 | Patrick Konrad (AUT) (ruta)        | 21è                |
| 44                 | Rafał Majka (POL)                  | 4t                 |
| 45                 | Maximilian Schachmann (GER) (ruta) | 13è                |
| 46                 | Michael Schwarzmann (GER)          | 108è               |
| 47                 | Rüdiger Selig (GER)                | 111è               |

| CCC Team CCC | CCC Team CCC        | CCC Team CCC |
| ------------ | ------------------- | ------------ |
| Núm          | Ciclista            | Pos          |
| 51           | Patrick Bevin (NZL) | 92è          |
| 52           | Simon Geschke (GER) | 23è          |
| 53           | Kamil Gradek (POL)  | 96è          |
| 54           | Kamil Małecki (POL) | 6è           |
| 55           | Szymon Sajnok (POL) | 112è         |
| 56           | Attila Valter (HUN) | 27è          |
| 57           | Ilnur Zakarin (RUS) | 32è          |

| Cofidis COF | Cofidis COF              | Cofidis COF |
| ----------- | ------------------------ | ----------- |
| Núm         | Ciclista                 | Pos         |
| 61          | Piet Allegaert (BEL)     | 86è         |
| 62          | Dimitri Claeys (BEL)     | 51è         |
| 63          | Nathan Haas (AUS)        | 57è         |
| 64          | Jesper Hansen (DEN)      | 18è         |
| 65          | José Herrada López (ESP) | 33è         |
| 66          | Damien Touzé (FRA)       | NP-2        |
| 67          | Julien Vermote (BEL)     | 75è         |

| Deceuninck-Quick Step DQT | Deceuninck-Quick Step DQT   | Deceuninck-Quick Step DQT |
| ------------------------- | --------------------------- | ------------------------- |
| Núm                       | Ciclista                    | Pos                       |
| 71                        | Davide Ballerini (ITA)      | 72è                       |
| 72                        | Mattia Cattaneo (ITA)       | 77è                       |
| 73                        | Dries Devenyns (BEL)        | 68è                       |
| 74                        | Remco Evenepoel (BEL)       | 1r                        |
| 75                        | Fabio Jakobsen (NED) (ruta) | NP-2                      |
| 76                        | James Knox (GBR)            | 87è                       |
| 77                        | Florian Sénéchal (FRA)      | 70è                       |

| EF Pro Cycling EF1 | EF Pro Cycling EF1        | EF Pro Cycling EF1 |
| ------------------ | ------------------------- | ------------------ |
| Núm                | Ciclista                  | Pos                |
| 81                 | Moreno Hofland (NED)      | DNF-4              |
| 82                 | Sebastian Langeveld (NED) | 132è               |
| 83                 | Neilson Powless (USA)     | 25è                |
| 84                 | Jonas Rutsch (GER)        | 83è                |
| 85                 | Thomas Scully (NZL)       | 105è               |
| 86                 | Julius van den Berg (NED) | DNF-3              |
| 87                 | James Whelan (AUS)        | 22è                |

| Groupama-FDJ GFC | Groupama-FDJ GFC      | Groupama-FDJ GFC |
| ---------------- | --------------------- | ---------------- |
| Núm              | Ciclista              | Pos              |
| 91               | Mickaël Delage (FRA)  | DNF-3            |
| 92               | Olivier Le Gac (FRA)  | 44è              |
| 93               | Fabian Lienhard (SUI) | 74è              |
| 94               | Rudy Molard (FRA)     | 15è              |
| 95               | Anthony Roux (FRA)    | 34è              |
| 96               | Marc Sarreau (FRA)    | NP-2             |
| 97               | Benjamin Thomas (FRA) | 45è              |

| Israel Start-Up Nation ISN | Israel Start-Up Nation ISN | Israel Start-Up Nation ISN |
| -------------------------- | -------------------------- | -------------------------- |
| Núm                        | Ciclista                   | Pos                        |
| 101                        | Rudy Barbier (FRA)         | 123è                       |
| 102                        | Jenthe Biermans (BEL)      | 41è                        |
| 103                        | Matthias Brändle (AUT)     | 133è                       |
| 104                        | Alexander Cataford (CAN)   | 42è                        |
| 105                        | James Piccoli (CAN)        | 40è                        |
| 106                        | Alexis Renard (FRA)        | 101è                       |
| 107                        | Norman Vahtra (EST)        | 128è                       |

| Mitchelton-Scott MTS | Mitchelton-Scott MTS        | Mitchelton-Scott MTS |
| -------------------- | --------------------------- | -------------------- |
| Núm                  | Ciclista                    | Pos                  |
| 111                  | Sam Bewley (NZL)            | 98è                  |
| 112                  | Esteban Chaves Rubio (COL)  | 11è                  |
| 113                  | Daryl Impey (RSA)           | 90è                  |
| 114                  | Luka Mezgec (SLO)           | 56è                  |
| 115                  | Mikel Nieve Iturralde (ESP) | 9è                   |
| 116                  | Simon Yates (GBR)           | 3r                   |
| 117                  | Barnabás Peák (HUN)         | 109è                 |

| Movistar Team MOV | Movistar Team MOV              | Movistar Team MOV |
| ----------------- | ------------------------------ | ----------------- |
| Núm               | Ciclista                       | Pos               |
| 121               | Jorge Arcas (ESP)              | 52è               |
| 122               | Imanol Erviti Ollo (ESP)       | 37è               |
| 123               | Lluís Mas Bonet (ESP)          | 43è               |
| 124               | Sebastián Mora Vedri (ESP)     | 106è              |
| 125               | Eduard Prades i Reverter (ESP) | NP-2              |
| 126               | Jürgen Roelandts (BEL)         | DNF-4             |
| 127               | Albert Torres Barceló (ESP)    | 88è               |

| NTT Pro Cycling NTT | NTT Pro Cycling NTT       | NTT Pro Cycling NTT |
| ------------------- | ------------------------- | ------------------- |
| Núm                 | Ciclista                  | Pos                 |
| 131                 | Ryan Gibbons (RSA)        | 54è                 |
| 132                 | Samuele Battistella (ITA) | 103è                |
| 133                 | Stefan de Bod (RSA)       | 60è                 |
| 134                 | Enrico Gasparotto (SUI)   | 82è                 |
| 135                 | Benjamin King (USA)       | 55è                 |
| 136                 | Gino Mäder (SUI)          | 91è                 |
| 137                 | Dylan Sunderland (AUS)    | 130è                |

| Lotto-Soudal LTS | Lotto-Soudal LTS        | Lotto-Soudal LTS |
| ---------------- | ----------------------- | ---------------- |
| Núm              | Ciclista                | Pos              |
| 141              | Steff Cras (BEL)        | 30è              |
| 142              | Thomas De Gendt (BEL)   | 119è             |
| 144              | John Degenkolb (GER)    | 93è              |
| 145              | Jonathan Dibben (GBR)   | 135è             |
| 146              | Roger Kluge (GER)       | 124è             |
| 147              | Tomasz Marczyński (POL) | DNF-4            |
| 148              | Tim Wellens (BEL)       | 12è              |

| Jumbo-Visma TJV | Jumbo-Visma TJV           | Jumbo-Visma TJV |
| --------------- | ------------------------- | --------------- |
| Núm             | Ciclista                  | Pos             |
| 151             | Dylan Groenewegen (NED)   | DQ-1            |
| 152             | Tobias Foss (NOR)         | 19è             |
| 153             | Chris Harper (AUS)        | 58è             |
| 154             | Christoph Pfingsten (GER) | 64è             |
| 155             | Jonas Vingegaard (DEN)    | 8è              |
| 156             | Jos van Emden (NED)       | 85è             |
| 157             | Taco van der Hoorn (NED)  | 80è             |

| Team Sunweb SUN | Team Sunweb SUN       | Team Sunweb SUN |
| --------------- | --------------------- | --------------- |
| Núm             | Ciclista              | Pos             |
| 161             | Alberto Dainese (ITA) | 118è            |
| 162             | Nils Eekhoff (NED)    | 126è            |
| 163             | Chris Hamilton (AUS)  | 17è             |
| 164             | Jai Hindley (AUS)     | 14è             |
| 165             | Wilco Kelderman (NED) | 7è              |
| 166             | Casper Pedersen (DEN) | 29è             |
| 167             | Florian Stork (GER)   | 46è             |

| Trek-Segafredo TFS | Trek-Segafredo TFS         | Trek-Segafredo TFS |
| ------------------ | -------------------------- | ------------------ |
| Núm                | Ciclista                   | Pos                |
| 171                | Alex Kirsch (LUX)          | 113è               |
| 172                | Emīls Liepiņš (LAT)        | 114è               |
| 173                | Ryan Mullen (IRL)          | 102è               |
| 174                | Mads Pedersen (DEN) (ruta) | 131è               |
| 175                | Quinn Simmons (USA)        | 16è                |
| 176                | Jasper Stuyven (BEL)       | 48è                |
| 177                | Edward Theuns (BEL)        | 62è                |

| UAE Team Emirates UAD | UAE Team Emirates UAD            | UAE Team Emirates UAD |
| --------------------- | -------------------------------- | --------------------- |
| Núm                   | Ciclista                         | Pos                   |
| 181                   | Rui Alberto Faria da Costa (POR) | 10è                   |
| 182                   | Brandon McNulty (USA)            | 53è                   |
| 183                   | Sebastián Molano Benavides (COL) | 129è                  |
| 184                   | Ivo Oliveira (POR)               | NP-5                  |
| 185                   | Rui Oliveira (POR)               | 122è                  |
| 186                   | Jasper Philipsen (BEL)           | 65è                   |
| 187                   | Diego Ulissi (ITA)               | 5è                    |

| Gazprom-RusVelo GAZ | Gazprom-RusVelo GAZ      | Gazprom-RusVelo GAZ |
| ------------------- | ------------------------ | ------------------- |
| Núm                 | Ciclista                 | Pos                 |
| 191                 | Serguei Txernetski (RUS) | 28è                 |
| 192                 | Nicolai Cherkasov (RUS)  | 59è                 |
| 193                 | Denís Nekràssov (RUS)    | 71è                 |
| 194                 | Artiom Nitx (RUS)        | 50è                 |
| 195                 | Ivan Rovni (RUS)         | 49è                 |
| 196                 | Piotr Rikunov (RUS)      | 95è                 |
| 197                 | Cristian Scaroni (ITA)   | 116è                |

| Team Novo Nordisk TNN | Team Novo Nordisk TNN   | Team Novo Nordisk TNN |
| --------------------- | ----------------------- | --------------------- |
| Núm                   | Ciclista                | Pos                   |
| 201                   | Sam Brand (GBR)         | 115è                  |
| 202                   | Brian Kamstra (NED)     | DNF-3                 |
| 203                   | Péter Kusztor (HUN)     | 99è                   |
| 204                   | David Lozano Riba (ESP) | 97è                   |
| 205                   | Andrea Peron (ITA)      | DNF-3                 |
| 206                   | Charles Planet (FRA)    | 81è                   |
| 207                   | Umberto Poli (ITA)      | 138è                  |

| Polònia POL | Polònia POL              | Polònia POL |
| ----------- | ------------------------ | ----------- |
| Núm         | Ciclista                 | Pos         |
| 211         | Adrian Banaszek          | 125è        |
| 212         | Alan Banaszek            | 136è        |
| 213         | Paweł Bernas             | 67è         |
| 214         | Piotr Brożyna            | 31è         |
| 215         | Przemysław Kasperkiewicz | 127è        |
| 216         | Maciej Paterski          | 100è        |
| 217         | Patryk Stosz             | 84è         |

| Team Ineos INS | Team Ineos INS                   | Team Ineos INS |
| -------------- | -------------------------------- | -------------- |
| Núm            | Ciclista                         | Pos            |
| 1              | Richard Carapaz Montenegro (ECU) | NP-5           |
| 2              | Rohan Dennis (AUS)               | 78è            |
| 3              | Owain Doull (GBR)                | 47è            |
| 4              | Edward Dunbar (IRL)              | 26è            |
| 5              | Michał Gołaś (POL)               | 76è            |
| 6              | Luke Rowe (GBR)                  | 63è            |
| 7              | Ian Stannard (GBR)               | DNF-4          |

| AG2R La Mondiale ALM | AG2R La Mondiale ALM    | AG2R La Mondiale ALM |
| -------------------- | ----------------------- | -------------------- |
| Núm                  | Ciclista                | Pos                  |
| 11                   | Geoffrey Bouchard (FRA) | 36è                  |
| 12                   | Axel Domont (FRA)       | 69è                  |
| 13                   | Ben Gastauer (LUX)      | 38è                  |
| 14                   | Dorian Godon (FRA)      | 73è                  |
| 15                   | Alexis Gougeard (FRA)   | 66è                  |
| 16                   | Quentin Jauregui (FRA)  | DNF-3                |
| 17                   | Harry Tanfield (GBR)    | 134è                 |

| Astana AST | Astana AST                  | Astana AST |
| ---------- | --------------------------- | ---------- |
| Núm        | Ciclista                    | Pos        |
| 21         | Laurens De Vreese (BEL)     | 121è       |
| 22         | Jakob Fuglsang (DEN)        | 2n         |
| 23         | Jonas Gregaard Wilsly (DEN) | 79è        |
| 24         | Ievgueni Guiditx (KAZ)      | 107è       |
| 25         | Hugo Houle (CAN)            | 24è        |
| 26         | Ion Izagirre Insausti (ESP) | 20è        |
| 27         | Yuriy Natarov (KAZ)         | 39è        |

| Bahrain McLaren TBM | Bahrain McLaren TBM     | Bahrain McLaren TBM |
| ------------------- | ----------------------- | ------------------- |
| Núm                 | Ciclista                | Pos                 |
| 31                  | Phil Bauhaus (GER)      | 137è                |
| 32                  | Mark Cavendish (GBR)    | 137è                |
| 33                  | Heinrich Haussler (AUS) | 89è                 |
| 34                  | Mark Padun (UKR)        | 61è                 |
| 35                  | Wout Poels (NED)        | 35è                 |
| 36                  | Marcel Sieberg (GER)    | 120è                |
| 37                  | Fred Wright (GBR)       | 94è                 |

| Bora-Hansgrohe BOH | Bora-Hansgrohe BOH                 | Bora-Hansgrohe BOH |
| ------------------ | ---------------------------------- | ------------------ |
| Núm                | Ciclista                           | Pos                |
| 41                 | Pascal Ackermann (GER)             | 104è               |
| 42                 | Maciej Bodnar (POL)                | 117è               |
| 43                 | Patrick Konrad (AUT) (ruta)        | 21è                |
| 44                 | Rafał Majka (POL)                  | 4t                 |
| 45                 | Maximilian Schachmann (GER) (ruta) | 13è                |
| 46                 | Michael Schwarzmann (GER)          | 108è               |
| 47                 | Rüdiger Selig (GER)                | 111è               |

| CCC Team CCC | CCC Team CCC        | CCC Team CCC |
| ------------ | ------------------- | ------------ |
| Núm          | Ciclista            | Pos          |
| 51           | Patrick Bevin (NZL) | 92è          |
| 52           | Simon Geschke (GER) | 23è          |
| 53           | Kamil Gradek (POL)  | 96è          |
| 54           | Kamil Małecki (POL) | 6è           |
| 55           | Szymon Sajnok (POL) | 112è         |
| 56           | Attila Valter (HUN) | 27è          |
| 57           | Ilnur Zakarin (RUS) | 32è          |

| Cofidis COF | Cofidis COF              | Cofidis COF |
| ----------- | ------------------------ | ----------- |
| Núm         | Ciclista                 | Pos         |
| 61          | Piet Allegaert (BEL)     | 86è         |
| 62          | Dimitri Claeys (BEL)     | 51è         |
| 63          | Nathan Haas (AUS)        | 57è         |
| 64          | Jesper Hansen (DEN)      | 18è         |
| 65          | José Herrada López (ESP) | 33è         |
| 66          | Damien Touzé (FRA)       | NP-2        |
| 67          | Julien Vermote (BEL)     | 75è         |

| Deceuninck-Quick Step DQT | Deceuninck-Quick Step DQT   | Deceuninck-Quick Step DQT |
| ------------------------- | --------------------------- | ------------------------- |
| Núm                       | Ciclista                    | Pos                       |
| 71                        | Davide Ballerini (ITA)      | 72è                       |
| 72                        | Mattia Cattaneo (ITA)       | 77è                       |
| 73                        | Dries Devenyns (BEL)        | 68è                       |
| 74                        | Remco Evenepoel (BEL)       | 1r                        |
| 75                        | Fabio Jakobsen (NED) (ruta) | NP-2                      |
| 76                        | James Knox (GBR)            | 87è                       |
| 77                        | Florian Sénéchal (FRA)      | 70è                       |

| EF Pro Cycling EF1 | EF Pro Cycling EF1        | EF Pro Cycling EF1 |
| ------------------ | ------------------------- | ------------------ |
| Núm                | Ciclista                  | Pos                |
| 81                 | Moreno Hofland (NED)      | DNF-4              |
| 82                 | Sebastian Langeveld (NED) | 132è               |
| 83                 | Neilson Powless (USA)     | 25è                |
| 84                 | Jonas Rutsch (GER)        | 83è                |
| 85                 | Thomas Scully (NZL)       | 105è               |
| 86                 | Julius van den Berg (NED) | DNF-3              |
| 87                 | James Whelan (AUS)        | 22è                |

| Groupama-FDJ GFC | Groupama-FDJ GFC      | Groupama-FDJ GFC |
| ---------------- | --------------------- | ---------------- |
| Núm              | Ciclista              | Pos              |
| 91               | Mickaël Delage (FRA)  | DNF-3            |
| 92               | Olivier Le Gac (FRA)  | 44è              |
| 93               | Fabian Lienhard (SUI) | 74è              |
| 94               | Rudy Molard (FRA)     | 15è              |
| 95               | Anthony Roux (FRA)    | 34è              |
| 96               | Marc Sarreau (FRA)    | NP-2             |
| 97               | Benjamin Thomas (FRA) | 45è              |

| Israel Start-Up Nation ISN | Israel Start-Up Nation ISN | Israel Start-Up Nation ISN |
| -------------------------- | -------------------------- | -------------------------- |
| Núm                        | Ciclista                   | Pos                        |
| 101                        | Rudy Barbier (FRA)         | 123è                       |
| 102                        | Jenthe Biermans (BEL)      | 41è                        |
| 103                        | Matthias Brändle (AUT)     | 133è                       |
| 104                        | Alexander Cataford (CAN)   | 42è                        |
| 105                        | James Piccoli (CAN)        | 40è                        |
| 106                        | Alexis Renard (FRA)        | 101è                       |
| 107                        | Norman Vahtra (EST)        | 128è                       |

| Mitchelton-Scott MTS | Mitchelton-Scott MTS        | Mitchelton-Scott MTS |
| -------------------- | --------------------------- | -------------------- |
| Núm                  | Ciclista                    | Pos                  |
| 111                  | Sam Bewley (NZL)            | 98è                  |
| 112                  | Esteban Chaves Rubio (COL)  | 11è                  |
| 113                  | Daryl Impey (RSA)           | 90è                  |
| 114                  | Luka Mezgec (SLO)           | 56è                  |
| 115                  | Mikel Nieve Iturralde (ESP) | 9è                   |
| 116                  | Simon Yates (GBR)           | 3r                   |
| 117                  | Barnabás Peák (HUN)         | 109è                 |

| Movistar Team MOV | Movistar Team MOV              | Movistar Team MOV |
| ----------------- | ------------------------------ | ----------------- |
| Núm               | Ciclista                       | Pos               |
| 121               | Jorge Arcas (ESP)              | 52è               |
| 122               | Imanol Erviti Ollo (ESP)       | 37è               |
| 123               | Lluís Mas Bonet (ESP)          | 43è               |
| 124               | Sebastián Mora Vedri (ESP)     | 106è              |
| 125               | Eduard Prades i Reverter (ESP) | NP-2              |
| 126               | Jürgen Roelandts (BEL)         | DNF-4             |
| 127               | Albert Torres Barceló (ESP)    | 88è               |

| NTT Pro Cycling NTT | NTT Pro Cycling NTT       | NTT Pro Cycling NTT |
| ------------------- | ------------------------- | ------------------- |
| Núm                 | Ciclista                  | Pos                 |
| 131                 | Ryan Gibbons (RSA)        | 54è                 |
| 132                 | Samuele Battistella (ITA) | 103è                |
| 133                 | Stefan de Bod (RSA)       | 60è                 |
| 134                 | Enrico Gasparotto (SUI)   | 82è                 |
| 135                 | Benjamin King (USA)       | 55è                 |
| 136                 | Gino Mäder (SUI)          | 91è                 |
| 137                 | Dylan Sunderland (AUS)    | 130è                |

| Lotto-Soudal LTS | Lotto-Soudal LTS        | Lotto-Soudal LTS |
| ---------------- | ----------------------- | ---------------- |
| Núm              | Ciclista                | Pos              |
| 141              | Steff Cras (BEL)        | 30è              |
| 142              | Thomas De Gendt (BEL)   | 119è             |
| 144              | John Degenkolb (GER)    | 93è              |
| 145              | Jonathan Dibben (GBR)   | 135è             |
| 146              | Roger Kluge (GER)       | 124è             |
| 147              | Tomasz Marczyński (POL) | DNF-4            |
| 148              | Tim Wellens (BEL)       | 12è              |

| Jumbo-Visma TJV | Jumbo-Visma TJV           | Jumbo-Visma TJV |
| --------------- | ------------------------- | --------------- |
| Núm             | Ciclista                  | Pos             |
| 151             | Dylan Groenewegen (NED)   | DQ-1            |
| 152             | Tobias Foss (NOR)         | 19è             |
| 153             | Chris Harper (AUS)        | 58è             |
| 154             | Christoph Pfingsten (GER) | 64è             |
| 155             | Jonas Vingegaard (DEN)    | 8è              |
| 156             | Jos van Emden (NED)       | 85è             |
| 157             | Taco van der Hoorn (NED)  | 80è             |

| Team Sunweb SUN | Team Sunweb SUN       | Team Sunweb SUN |
| --------------- | --------------------- | --------------- |
| Núm             | Ciclista              | Pos             |
| 161             | Alberto Dainese (ITA) | 118è            |
| 162             | Nils Eekhoff (NED)    | 126è            |
| 163             | Chris Hamilton (AUS)  | 17è             |
| 164             | Jai Hindley (AUS)     | 14è             |
| 165             | Wilco Kelderman (NED) | 7è              |
| 166             | Casper Pedersen (DEN) | 29è             |
| 167             | Florian Stork (GER)   | 46è             |

| Trek-Segafredo TFS | Trek-Segafredo TFS         | Trek-Segafredo TFS |
| ------------------ | -------------------------- | ------------------ |
| Núm                | Ciclista                   | Pos                |
| 171                | Alex Kirsch (LUX)          | 113è               |
| 172                | Emīls Liepiņš (LAT)        | 114è               |
| 173                | Ryan Mullen (IRL)          | 102è               |
| 174                | Mads Pedersen (DEN) (ruta) | 131è               |
| 175                | Quinn Simmons (USA)        | 16è                |
| 176                | Jasper Stuyven (BEL)       | 48è                |
| 177                | Edward Theuns (BEL)        | 62è                |

| UAE Team Emirates UAD | UAE Team Emirates UAD            | UAE Team Emirates UAD |
| --------------------- | -------------------------------- | --------------------- |
| Núm                   | Ciclista                         | Pos                   |
| 181                   | Rui Alberto Faria da Costa (POR) | 10è                   |
| 182                   | Brandon McNulty (USA)            | 53è                   |
| 183                   | Sebastián Molano Benavides (COL) | 129è                  |
| 184                   | Ivo Oliveira (POR)               | NP-5                  |
| 185                   | Rui Oliveira (POR)               | 122è                  |
| 186                   | Jasper Philipsen (BEL)           | 65è                   |
| 187                   | Diego Ulissi (ITA)               | 5è                    |

| Gazprom-RusVelo GAZ | Gazprom-RusVelo GAZ      | Gazprom-RusVelo GAZ |
| ------------------- | ------------------------ | ------------------- |
| Núm                 | Ciclista                 | Pos                 |
| 191                 | Serguei Txernetski (RUS) | 28è                 |
| 192                 | Nicolai Cherkasov (RUS)  | 59è                 |
| 193                 | Denís Nekràssov (RUS)    | 71è                 |
| 194                 | Artiom Nitx (RUS)        | 50è                 |
| 195                 | Ivan Rovni (RUS)         | 49è                 |
| 196                 | Piotr Rikunov (RUS)      | 95è                 |
| 197                 | Cristian Scaroni (ITA)   | 116è                |

| Team Novo Nordisk TNN | Team Novo Nordisk TNN   | Team Novo Nordisk TNN |
| --------------------- | ----------------------- | --------------------- |
| Núm                   | Ciclista                | Pos                   |
| 201                   | Sam Brand (GBR)         | 115è                  |
| 202                   | Brian Kamstra (NED)     | DNF-3                 |
| 203                   | Péter Kusztor (HUN)     | 99è                   |
| 204                   | David Lozano Riba (ESP) | 97è                   |
| 205                   | Andrea Peron (ITA)      | DNF-3                 |
| 206                   | Charles Planet (FRA)    | 81è                   |
| 207                   | Umberto Poli (ITA)      | 138è                  |

| Polònia POL | Polònia POL              | Polònia POL |
| ----------- | ------------------------ | ----------- |
| Núm         | Ciclista                 | Pos         |
| 211         | Adrian Banaszek          | 125è        |
| 212         | Alan Banaszek            | 136è        |
| 213         | Paweł Bernas             | 67è         |
| 214         | Piotr Brożyna            | 31è         |
| 215         | Przemysław Kasperkiewicz | 127è        |
| 216         | Maciej Paterski          | 100è        |
| 217         | Patryk Stosz             | 84è         |